# Глембокі-Бруд
Глембокі-Бруд (пол. Głęboki Bród) — село в Польщі, у гміні Гіби Сейненського повіту Підляського воєводства.
Населення — 139 осіб (2011).
У 1975-1998 роках село належало до Сувальського воєводства.

## Демографія
Демографічна структура станом на 31 березня 2011 року:
|          | Загалом | Допрацездатний вік | Працездатний вік | Постпрацездатний вік |
| -------- | ------- | ------------------ | ---------------- | -------------------- |
| Чоловіки | 64      | 9                  | 50               | 5                    |
| Жінки    | 75      | 10                 | 56               | 9                    |
| Разом    | 139     | 19                 | 106              | 14                   |